# Río Judith
El río Judith (del inglés: Judith River) es un corto río del oeste de los Estados Unidos, un afluente del río Misuri de aproximadamente 200 km de longitud que discurre a través de la parte central del estado de Montana.

## Geografía
El río Judith nace en la vertiente oriental de las montañas Little Belt (Little Belt Mountains), dentro del área del bosque nacional Lewis and Clark (Lewis and Clark National Forest). El río fluye en dirección noreste, pasando por las pequeñas localidades de Utica y Hobson (244 hab. en el año 2000). Se le une el arroyo Dry Wolf, en el norte del Condado de Fergus, y desagua en el Misuri en la zona de White Cliffs, aproximadamente a unos 30 km al noroeste de Winifred (156 hab. en 2000). El tramo  final del río, entre las Reed Hill, forma parte del monumento nacional Upper Missouri River Breaks (Upper Missouri River Breaks National Monument), uno de los más recientes monumentos nacionales establecido el 17 de enero de 2001, que protege un área de con 1.150 km².
El río es conocido por haber aparecido en su cuenca gran cantidad de fósiles de Tyrannosaurus, Styracosaurus y Edmontosaurus. El río da nombre al  Grupo Judith River (del que es una formación destacada la formación Judith River), un área notable para la excavación de fósiles de dinosaurios de finales del Cretácico, que se extiende desde Montana hasta el sureste de las provincias canadienses de Alberta y Saskatchewan.

## Historia
El río fue nombrado en 1805 por el explorador estadounidense William Clark (1770-1838), mientras intentaba cruzar las Montañas Rocosas en el transcurso de la histórica Expedición de Lewis y Clark (1804-06), la primera expedición que logró alcanzar por tierra la costa del Pacífico partiendo desde el Este de los Estados Unidos. William Clark se encontró con una corriente de agua que consideró particularmente clara y bonita, y la llamó el río Judith, en honor a una joven de Virginia que esperaba se casaría con él algún día. (De hecho, en última instancia, lo hizo; su nieto, Meriwether Lewis Clark, Jr., fue coronel del Ejército de EE. UU. y más tarde uno de los fundadores, con su extensa familia, del Derby de Kentucky.) 
La confluencia de los ríos Misuri y Judith fue el escenario de dos importantes consejos de paz en 1846 y 1855. En 1877, los nez percé cruzaron el Misuri y entraron en la región de The Breaks en su intento de escapar a Canadá. El enfrentamiento se produjo en la isla de la Vaca (Cow Island) y fue el último encuentro antes de que los nez percé se rindieran al Ejército de los EE. UU. en la batalla de Bear Paw, justo al norte del monumento.

## Aguas bravas
El río Judith es un río de Clase I desde la confluencia con el arroyo Big Spring hasta su confluencia con el río Misuri, un tramo de acceso público libre con fines recreativos.
47°44′06″N 109°38′46″O / 47.73500, -109.64611